# Wolfgang Egger
Wolfgang Egger (né le 13 février 1963 à Oberstdorf) est un designer automobile allemand, actuellement à la tête du département stylistique de BYD. Diplômé de l'International College of Arts and Sciences de Milan, il commence sa carrière en 1989 au département stylistique d'Alfa Romeo, avant d'en devenir le chef en 1993.
En 1998, Egger rejoint cette fois-ci Seat, où ils signent notamment les Seat Ibiza, Córdoba and Altea, puis Lancia, avant de rejoindre à nouveau Alfa Romeo. Le 1er mai 2007, il succède à Walter de Silva et devient responsable du design Audi et Lamborghini.